# Carmel Mallia
Carmel Mallia (9 novembre 1929) est un espérantiste maltais.

## Biographie
Carmel Mallia nait le 9 novembre 1929 à Qormi.